# Kesaco Phedo
Kesaco Phedo, född 25 mars 1998 i Frankrike, är en fransk varmblodig travhäst. Han inledde sin karriär hos Philippe Allaire, och tränades och kördes från 2002 av Jean-Michel Bazire.
Kesaco Phedo tävlade åren 2000–2007 och sprang in 17,6 miljoner kronor på 72 starter varav 19 segrar. Bland hans främsta meriter räknas segrarna i Critérium des 3 ans (2001), Prix d'Amérique (2004), Prix de Bourgogne (2004, 2007), Grand Critérium de Vitesse (2004, 2007), andraplatserna i Prix de Sélection (2002), Prix de Belgique (2004), Prix de France (2007) och en fjärdeplats i Prix d'Amérique (2007).
Han deltog i 2004 års upplaga av Elitloppet på Solvalla, men galopperade bort sina möjligheter i försöket och tog sig därmed inte vidare till final. Han var favoritspelad (med oddset 2,10) före Scarlet Knight (3,42) i sitt försökslopp. På svensk mark deltog han även i Olympiatravets final på Åbytravet den 21 april 2007. Även där var han favoritspelad, men galopperade bort sina möjligheter.
Efter karriären har han varit avelshingst. Hans vinstrikaste avkomma är Ave Avis (2010), därefter Caballion (2006). Han har även lämnat efter sig miljonärer som Elles W.Phedo (2006), Saston (2006) och Bolide Jenilou (2011).